# Angola (Nowy Jork)
Angola – wieś w Stanach Zjednoczonych, w stanie Nowy Jork, w hrabstwie Erie.